# 嚴德
嚴德（?—?），安徽太平（今馬鞍山市及蕪湖市）人，元末明初军事将领。
其早年跟随朱元璋起兵，居功升任海寧衛指揮。后跟随朱亮祖征讨方國珍，后在台州战败而亡。追封天水郡公。